# Negroroncus africanus
Espèce
Synonymes
- Ideoroncus africanus Redikorzev, 1924

Negroroncus densedentatus est une espèce de pseudoscorpions de la famille des Ideoroncidae.

## Distribution
Cette espèce est endémique du Kenya. Elle se rencontre vers Taveta.

## Description
Le mâle décrit par Mahnert en 1981 mesure 2,46 mm.

## Systématique et taxinomie
Cette espèce a été décrite sous le protonyme Ideoroncus africanus par Redikorzev en 1924. Elle est placée dans le genre Negroroncus par Beier en 1931.

## Étymologie
Son nom d'espèce lui a été donné en référence au lieu de sa découverte, l'Afrique.

## Publication originale
- Redikorzev, 1924 : Pseudoscorpions nouveaux de l'Afrique Orientale tropicale. Entomologicheskoe obozrenie (Revue Russe d'Entomologie), vol. 18, p. 187-200